# Njarackal
Njarackal es una ciudad censal situada en el distrito de Ernakulam en el estado de Kerala (India). Su población es de 23760 habitantes (2011). Se encuentra a 13 km de Cochín y a 60 km de Thrissur.

## Demografía
Según el censo de 2011 la población de Njarackal era de 23760 habitantes, de los cuales 11544 eran hombres y 12216 eran mujeres. Njarackal tiene una tasa media de alfabetización del 97,46%, superior a la media estatal del 94%: la alfabetización masculina es del 98,42%, y la alfabetización femenina del 96,56%.